# Archigyrodactylus archigyrodactylus
Archigyrodactylus archigyrodactylus är en plattmaskart. Archigyrodactylus archigyrodactylus ingår i släktet Archigyrodactylus och familjen Gyrodactylidae. Inga underarter finns listade i Catalogue of Life.